# Etheostoma bellum
Etheostoma bellum és una espècie de peix de la família dels pèrcids i de l'ordre dels perciformes que es troba a Kentucky i Tennessee (Estats Units).
Els mascles poden assolir els 9 cm de longitud total.